# ويليام داريلنغتون
ويليام داريلنغتون هو مصرفي وعالم نبات وسياسي أمريكي، ولد في 28 أبريل 1782 في مقاطعة تشيستر في الولايات المتحدة، وتوفي في 23 أبريل 1863 في وست تشستر ‏ في الولايات المتحدة. نشط حزبياً في الحزب الجمهوري. وقد انتخب عضو مجلس النواب الأمريكي.